# Focke-Wulf Fw 200
Die Focke-Wulf Fw 200 „Condor“ (von den Alliierten auch als „Kurier“ bezeichnet) ist ein viermotoriges Tiefdecker-Langstreckenverkehrsflugzeug für 26 Passagiere und vier Mann Besatzung, das von Andreas von Faehlmann und Ludwig Mittelhuber bei Focke-Wulf in Bremen entwickelt wurde. Von den 276 gebauten Fw 200 verwendete die Luftwaffe im Zweiten Weltkrieg 263 Maschinen als Seeaufklärer, Fernbomber und Transportflugzeug.

## Geschichte

### Zivile Nutzung
Mitte der 1930er-Jahre benötigte die Deutsche Lufthansa (DLH) als führendes deutsches Luftfahrtunternehmen als Ersatz für die robuste, aber zu kleine und technisch veraltete Junkers Ju 52 („Tante Ju“) ein modernes Verkehrsflugzeug. Ein solches Flugzeug wollte die Bremer Firma Focke-Wulf-Flugzeugbau entwickeln und bauen. Ohne Auftrag begann Focke-Wulf im Januar 1936 mit ersten Entwurfsarbeiten; der im Juli 1936 vorgelegte Entwurf der Fw 200 wurde im August 1936 vom Reichsluftfahrtministerium (RLM) genehmigt, Konstruktion und Bau eines Prototyps konnte beginnen. Der offizielle Erstflug erfolgte am 6. September 1937. Nach Beseitigung von Mängeln und Nachbesserungen wurde die Fw 200 „Condor“ ab Mitte 1938 von der Lufthansa in den Liniendienst übernommen. Allerdings nicht lange, denn 1939/1940 mussten die zivilen Fw 200 an die Luftwaffe abgegeben werden. Außer bei der Lufthansa wurde die Fw 200 auch von der dänischen Det Danske Luftfartselskab (DDL) und der brasilianischen Cruzeiro do Sul betrieben.
Am 10. August 1938 flog die Fw 200 V1 „Condor“ (D-ACON, Lufthansa-Taufname „Brandenburg“), Werk-Nr. 2000, der Lufthansa unter dem Kommando von Flugkapitän Alfred Henke und mit Hauptmann Rudolf von Moreau (2. Pilot), Paul Dierberg (Oberfunker-Maschinist) und Walter Kober (Oberflugzeugfunker) als erstes landgestütztes Passagierlangstreckenflugzeug nonstop die 6371,302 Kilometer lange Strecke von Berlin-Staaken zum Floyd Bennett Field in New York City in 24 Stunden, 56 Minuten und 12 Sekunden; dies entsprach einer Durchschnittsgeschwindigkeit von 255,499 km/h. Auf dem Rückflug vom Floyd Bennett Field nach Berlin-Tempelhof legte die Maschine eine Strecke von 6392 km in 19 Stunden und 55 Minuten zurück; dies entsprach einer Durchschnittsgeschwindigkeit von 321 km/h.

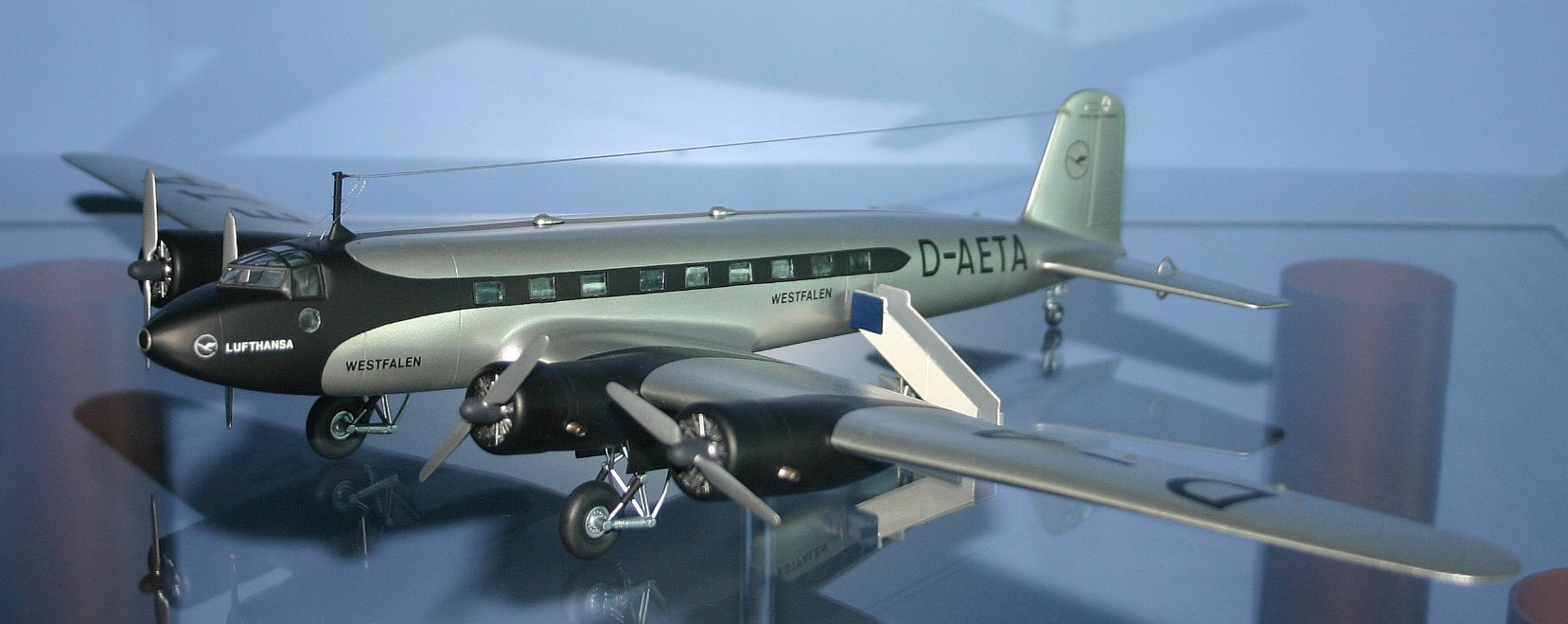
Focke-Wulf Fw 200 B „Condor“ der Lufthansa (Modell)

 Beide Flüge wurden von der FAI als Flugweg-Rekorde zweiter Kategorie (Rekord mit Besatzung), anerkannt.

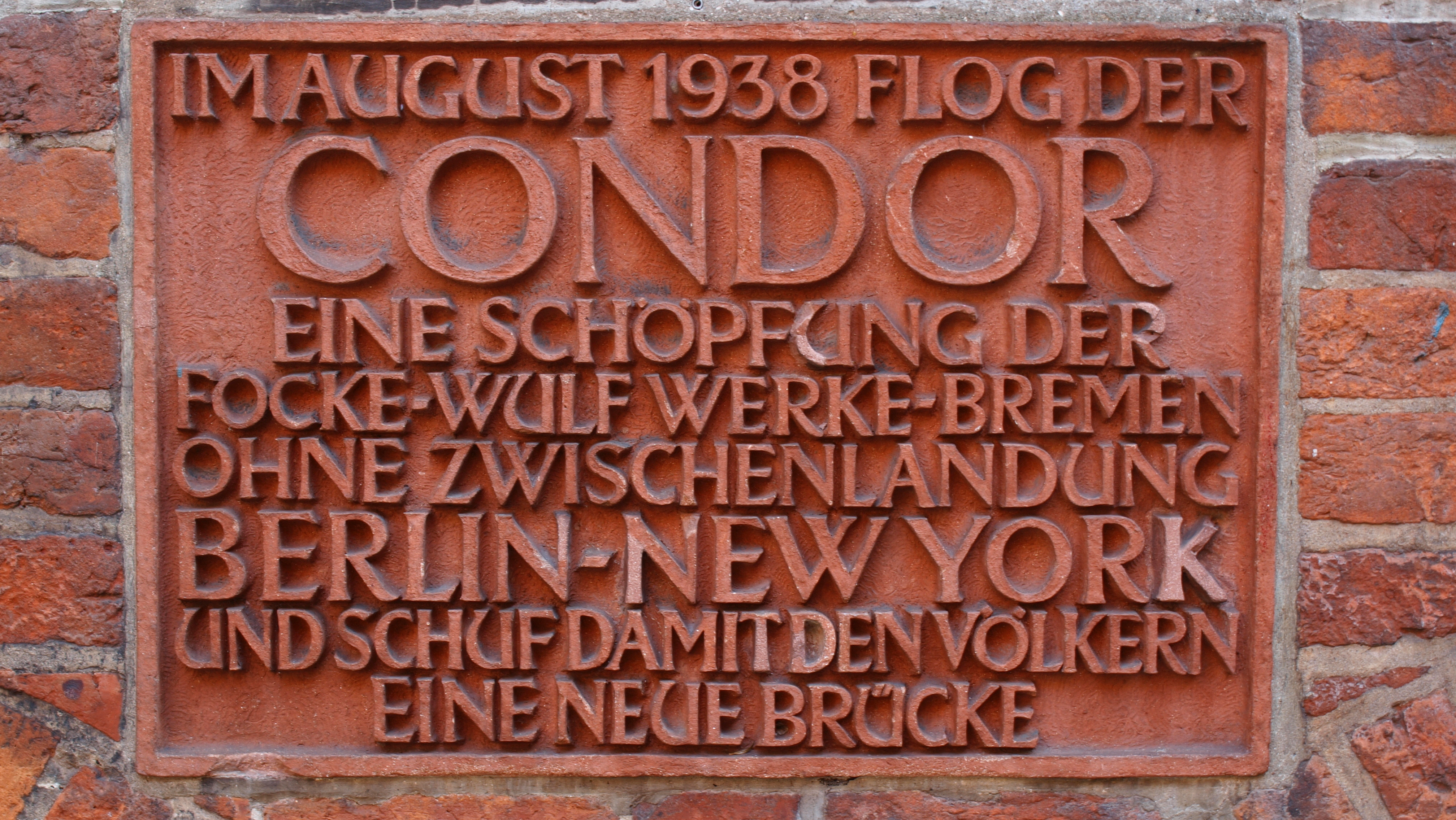
Böttcherstraße (Bremen), Gedenktafel Condor Rekordflug

Am 28. November 1938 startete die D-ACON mit derselben Besatzung und mit Bordwart Georg Kohne (Focke-Wulf) und Konsul Heinz Junge (Direktor der Focke-Wulf-Flugzeugbau GmbH Berlin) von Berlin-Tempelhof aus zu einem weiteren Rekordflug mit drei Zwischenlandungen in Basra, Karatschi und Hanoi nach Tokio (Ankunft in Tokio am 30. November 1938). Bei diesem Flug flog die Condor insgesamt 13.844 km in 46 Stunden und 18 Minuten. Dies entspricht einer Durchschnittsgeschwindigkeit von 192 km/h (incl. Bodenzeiten in Basra, Karachi und Hanoi). Auf dem Rückflug musste D-ACON in der Cavite-Bucht vor Manila am 6. Dezember 1938 wegen eines Defektes der Treibstoffleitung notwassern.
Am 27. Juni 1939 startete die D-AXFO mit Flugkapitän Alfred Henke und Flugkapitän Günther Schuster zum ersten Flug eines Landflugzeuges von Deutschland nach Südamerika (11.100 km, Flugzeit 34:48 h). Dabei überquerte sie den Südatlantik von Banjul in Gambia (damals Bathurst) nach Natal in der Rekordzeit von 9:47 h und erreichte am 29. Juni 1939 Südamerika.
Die Fw 200 „Condor“ konnte im Liniendienst mit 30 Personen an Bord 1500 Kilometer weit fliegen.

### Militärische Nutzung

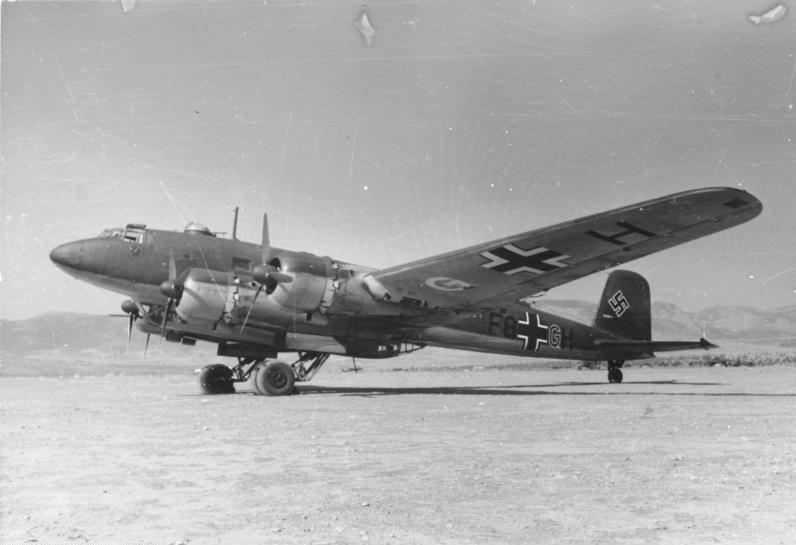
Fw 200 C-3 (Luftwaffenversion)

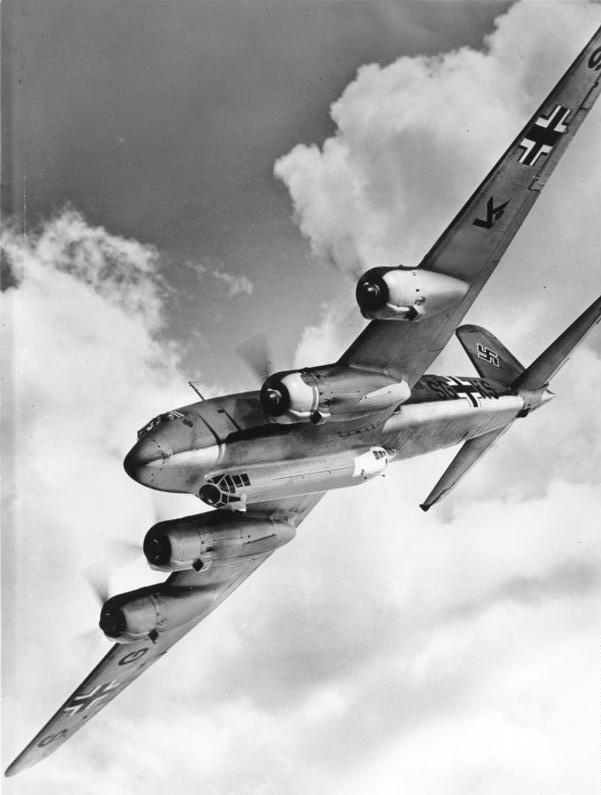
Focke-Wulf Fw 200 C (Luftwaffenversion)

Im Zweiten Weltkrieg wurde die Fw 200 für militärische Zwecke mit mäßigem Erfolg modifiziert. Sie war als Seeaufklärer und Fernbomber konstruktionsbedingt nur eine Notlösung. In Ausnahmefällen diente sie mit U-Booten dem maritimen Gefecht der verbundenen Waffen.
Die sogenannten Führermaschinen Adolf Hitlers waren ebenfalls umgebaute Fw 200. Die Fw 200 C-4/U1, W.Nr. 0137, Stammkennzeichen CE+IB, war mit einem speziellen Sesselfallschirm und einer Notluke ausgerüstet, über die Hitler hätte aussteigen können.
Die Arbeit an der Umkonstruktion zum Bomber begann 1939 auf Ersuchen der an einem solchen Projekt interessierten Kaiserlich Japanischen Heeresluftstreitkräfte. Diese Version hatte stärkere Triebwerke und erhielt die Bezeichnung Fw 200 C; vor der Fertigstellung der ersten Maschine brach jedoch der Krieg aus, und das Projekt wurde sofort von der deutschen Luftwaffe für den Einsatz als Seeaufklärer aufgegriffen. In der Zwischenzeit wurden die zivilen Fw 200 B und die wenigen Nullserienmaschinen der C-Reihe als Transportmaschinen in den Truppendienst geholt.
Während der Schlacht von Stalingrad gingen neun Condor-Frachtmaschinen verloren. Die Fw 200 C-3/U2, WNr. 0034, fiel auf dem Flugplatz Pitomnik sowjetischen Truppen intakt in die Hände und wurde am Forschungsinstitut der Luftstreitkräfte umfassend getestet. Drei weitere bei Kriegsende in Produktionsstätten in unfertigem Zustand vorgefundene Exemplare wurden mit Hilfe deutscher Arbeitskräfte komplettiert und bis 1950 bei der Aviaarktika eingesetzt. Die Serienfertigung wurde bis Anfang 1944 mit den Nachfolgemustern C-1, -2, -3, -4, -6 und -8 fortgesetzt, insgesamt wurden 263 Flugzeuge der militärischen Varianten gebaut, die fast alle im Kampfgeschwader 40 zum Einsatz kamen.
Keines der Baumuster erlangte jedoch Bedeutung als schwerer Bomber, was an den grundsätzlichen Eigenschaften des Flugzeugs lag, deren Umkonstruktion einer Neuentwicklung gleichgekommen wäre.
- Der Luftwaffe fehlte es an einem viermotorigen schweren Bomber. Für eine Massenfertigung war die Fw 200 jedoch niemals ausgelegt: Die Zelle war nicht modular aufgebaut, eine mit der Junkers-Ju-88-Produktion vergleichbare dezentrale Massenfertigung war dadurch nicht möglich. Die Maschine war als Bomber eine Notlösung und im beladenen Zustand für Bombenangriffe im Tiefflug (unter 1000 Meter) zu träge.
- Der Rumpf war zu schwach für die rauen Anforderungen des militärischen Betriebes ausgelegt. Es traten Brüche des Hecks bei Landungen und bei starken Beschleunigungen durch Ausweichmanöver auf. Man versuchte ab den Varianten C-0 und C-3 diese Schwäche durch eine Verstärkung der Zelle zu verbessern, aber sie wurde nicht völlig beseitigt.
- Die ausgezeichnete Aerodynamik, das geringe Eigengewicht und die gute Innenraumnutzbarkeit fußten auf der konischen Rumpfform, die sowohl den Einbau eines Heck-Waffenstandes als auch eines modernen Bombenschützenstandes äußerst kompliziert gestaltete.
- Die konsequente aerodynamische Konstruktion als modernes Verkehrsflugzeug für langen wirtschaftlichen Flug mit Passagieren durch Kurt Tank stand im Widerspruch zu den späteren militärisch begründeten Anbauten von Waffentürmen und Bodenwanne, die zu erheblichen Geschwindigkeitseinbußen führten.
- Die tragende Außenhaut, die das gute Gewicht/Zuladungsverhältnis ermöglichte, machte den Einbau von externen Bombenabwurfhalterungen notwendig, da die Zelle selbst keine Bomben mit einem höheren Gewicht als 250 kg fassen konnte; zudem verlief mittig entlang des Zellenbodens ein Längsholm, sodass ein Bombenschacht nur asymmetrisch einzubauen war, was zu Lasten von Statik, Schwerpunktlage und Aerodynamik ging.
- Der Flügelholm kreuzte die Passagierkabine direkt unter deren Boden, was das Flugzeug als Passagiermaschine sehr modern und praktisch machte. Dies stand jedoch der Anbringung der Abwurfzuladung im Flugzeugschwerpunkt entgegen, die zur Erhaltung der Schwerpunktlage nach dem Bombenabwurf für sichere Flugeigenschaften unerlässlich ist. Die Auslegung als tiefer Mitteldecker war aber die Grundlage der hervorragenden Wendigkeit ohne servounterstützte Ruderanlage.
- Tragflächen, Zelle und Leitwerk hatten keine definierten Trennstellen und waren deshalb nicht einzeln demontierbar. Eine havarierte Fw 200 konnte auf einem Frontflughafen nicht repariert werden.
- Pilotensitze und Kampfstationen waren teilweise ungepanzert und boten für den militärischen Einsatz schlechte Blick- bzw. Schussfelder (kein zentraler Heckschütze).
- Das Fahrwerk war für feste Landepisten konzipiert, nicht jedoch für Feldflugplätze.
- Die Treibstofftanks waren nicht selbstabdichtend; die Motorgondeln waren nicht beschusssicher und hatten keine Brandbekämpfungseinrichtung.

Mit den einzelnen Baumustern wurden zwar stufenweise einzelne Schwächen behoben, die Fw 200 war aber niemals als strategisches Frontflugzeug tauglich.

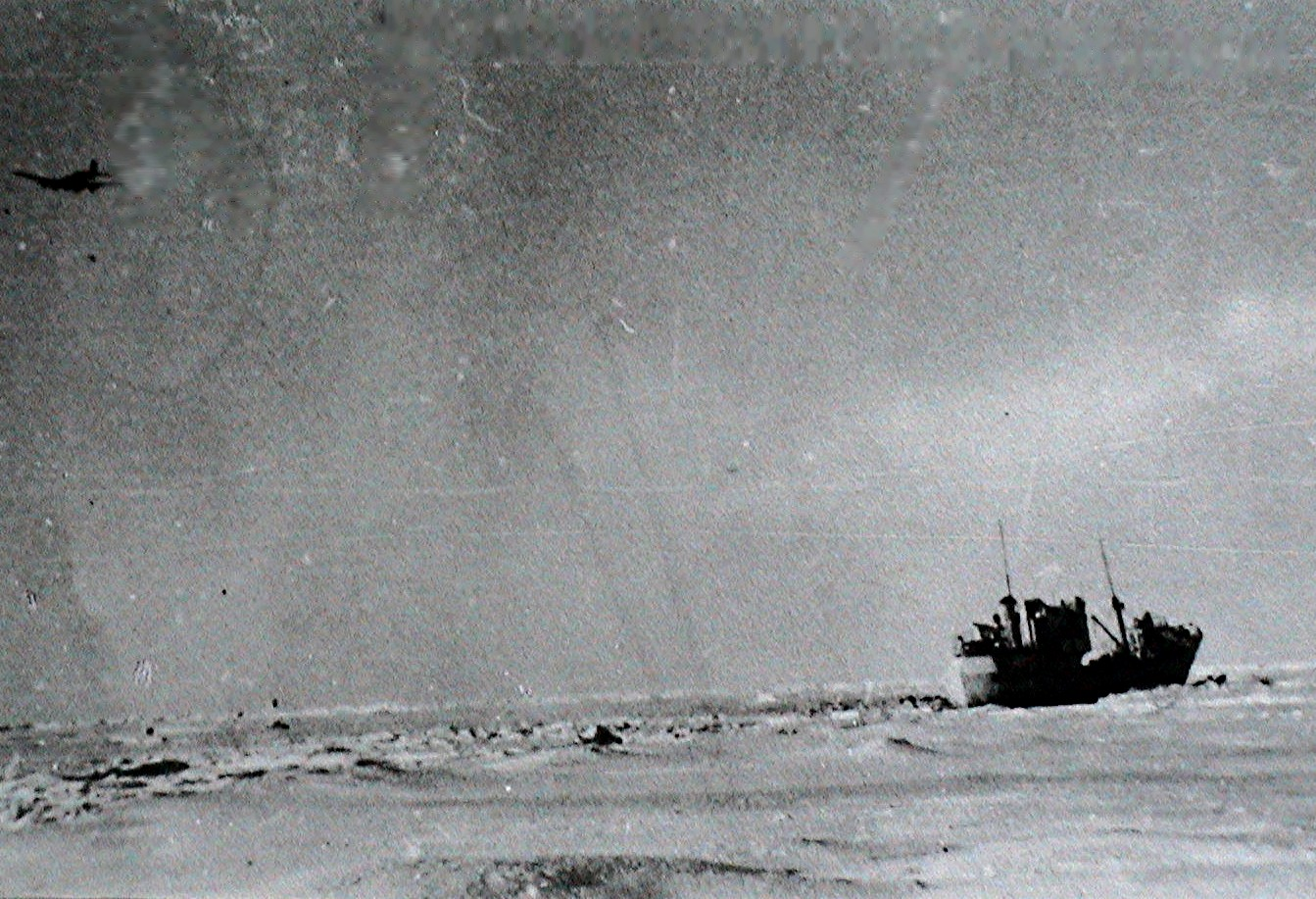
Focke-Wulf 200 beim Abwurf von Versorgungsgütern für das im Eis festsitzende Wetterschiff Coburg des Unternehmens Bassgeiger

Mit ihrer Reichweite konnte sie lange und großflächig den Atlantik und das Nordpolarmeer abfliegen und mit dem „Hohentwiel“-Radar Schiffe orten und überraschend angreifen, wie zum Beispiel im Oktober 1940 die Empress of Britain vor der Nordwestküste Irlands. Churchill bezeichnete sie deshalb als „Geißel des Atlantiks“. Flugkapitän Werner Thieme berichtete, dass der längste Flug 15 Stunden und 56 Minuten dauerte und von Vaernes nach Germania Land in Grönland reichte, wo die Besatzung ein eingefrorenes Wetterschiff der Kriegsmarine mit Nachschub versorgte (siehe Unternehmen Bassgeiger). Dazu wurde per Hand zusätzlicher Treibstoff aus vier 200-Liter-Fässern in die Treibstofftanks umgepumpt.
Gegen Kriegsende, als die Überfalltaktik der Fw 200 an Wirksamkeit verloren hatte, wurden einige Condor wieder zu Transporteinsätzen für Hitler und seinen Stab abkommandiert. Eine geplante Entwicklung mit größerer Spannweite und V-Motoren größerer Leistung, die Fw 300, kam über das Entwurfsstadium nicht hinaus.

## Varianten
- Fw 200 V1: Luftfahrzeugkennzeichen D-AERE „Saarland“, Erstflug 27. Juli 1937, Motoren Pratt & Whitney Hornet S1E-G, Startleistung 875 PS, umbenannt im Sommer 1938 in „Brandenburg“ und registriert als D-ACON. Als Fw 200 S-1 wurde diese Maschine für die oben beschriebenen Fernflüge nach New York im August 1938 und nach Tokio im November 1938 benutzt.
- Fw 200 V2: fertig 1937, D-AETA „Westfalen“, Motoren BMW 132G-1 mit 720 PS Startleistung.
- Fw 200 V3: fertiggestellt 1937, Kennzeichen D-2600 „Immelmann III“, persönliche Maschine für Adolf Hitler, Motoren BMW 132G-1 mit 720 PS Startleistung.
- Fw 200 A-01 (Werknr.2893), Kennzeichen D-ADHR „Saarland“, Sommer 1938, auch als Fw 200 V4 bezeichnet. Sie flog am 27. Juni 1938 zu einem Langstreckenflug nach Kairo (Zwischenlandung in Saloniki). Diese und die nachfolgenden Maschinen der Serie Fw 200 A-0 hatten eine Leermasse von 9767 kg, die normale Startmasse betrug 14.550 kg.
- Fw 200 A-02 (Werknr.2894), im Juli 1938 an Det Danske Luftfartselskab, Kennzeichen OY-DAM „Dania“, auch als Fw 200 V5 bezeichnet. Bei Besetzung Dänemarks durch deutsche Truppen konnte die Maschine nach Großbritannien überführt werden, sie diente dort unter dem Kennzeichen G-AGAY zumindest noch 1941 bei der BOAC.[9]
- Fw 200 A-03 Kennzeichen D-AMHC „Nordmark“, fertiggestellt 1938, auch als Fw 200 V5 bezeichnet.
- Fw 200 A-04 Kennzeichen D-ACVH „Grenzmark“, fertiggestellt 1938, auch als Fw 200 V6 bezeichnet, mit Motoren BMW 132 L. Dieses Flugzeug benutzte der deutsche Außenminister Joachim von Ribbentrop, als er im August 1939 zur Unterzeichnung des deutsch-sowjetischen Nichtangriffspaktes nach Moskau flog.
- Fw 200 A-05 (Werknr.2993), 1938 an Det Danske Luftfahrtselskab, Kennzeichen OY-DEM „Jutlandia“.
- Fw 200 A-06 Kennzeichen D-ARHW „Friesland“ fertig 1938, auch als Fw 200 V7 bezeichnet, mit Motoren BMW 132L.
- Fw 200 A-07 fertiggestellt 1938, Kennzeichen D-ASBK, August 1939 an die brasilianische Luftfahrtgesellschaft Sindicado Condor Limitada, dort registriert als PP-CBJ „Arumani“.
- Fw 200 A-08 fertiggestellt 1939, August 1939 an die brasilianische Luftfahrtgesellschaft Sindicado Condor Limitada, dort registriert als PP-CBI „Abaitara“.
- Fw 200 A-09 Kennzeichen D-AXFO „Pommern“, fertig Sommer 1939 und geliefert an die Luft Hansa, auch als Fw 200 V9 bezeichnet.[10]
- Fw 200 V10: Eine Maschine, über die nur wenig zu finden ist. Sie wurde aufgrund eines japanischen Auftrages für einen Langstreckenaufklärer entwickelt, flog wohl erstmals Ende 1939 und diente als Vorlage für die C-Reihe[11].
- Fw 200 B-1: ein Flugzeug, fertiggestellt 1939, mit Motoren BMW 132Dc, Leermasse 11.260 kg, normale Startmasse 17.440 kg, registriert als D-ASBK „Holstein“ und an die Deutsche Luft Hansa geliefert.
- Fw 200 B-2: drei Flugzeuge, fertiggestellt 1939, mit Motoren BMW 132H, Leermasse 11.285 kg, normale Startmasse 16.978 kg, registriert D-ABOD „Holstein“, D-AMHL „Pommern“, D-ASHH „Hessen“ und an die Deutsche Luft Hansa geliefert[12].
- Fw 200 C-0: zehn Stück, in Auftrag gegeben im September 1939, ausgeliefert ab Januar 1940, die ersten vier als Transportmaschinen und geliefert an die K.Gr.z.b.V. 105 für die Besetzung von Norwegen, die restlichen sechs mit drei MG als Abwehrbewaffnung als Fernaufklärer, geliefert an die I./KG 40. Sie konnten mit vier Bomben zu je 250 kg unter den Flügeln beladen werden[13].
- Fw 200 C-1: abgeliefert ab Frühjahr 1940. Das Flugzeug hatte eine zusätzliche Wanne im Rumpf, in die eine nach vorn schießende 2-cm-Maschinenkanone MG FF eingebaut war. Die Besatzung bestand aus fünf Mann, der Tank umfasste 8060 Liter, weitere 900 Liter konnten in einem Zusatztank mitgeführt werden. Bis Ende 1940 wurden insgesamt 26 Fw 200C-1 gebaut.
- Fw 200 C-2: Dieses Muster löste Anfang 1941 die Fw 200C-1 in der Produktion ab. Die Motoren waren nach wie vor vom Typ BMW 132H[14].
- Fw 200 C-3: Dieses Muster lief ab Sommer 1941 dem KG 40 zu. Die Zelle war erheblich verstärkt worden. Die Motoren – jetzt vom Typ Bramo 323R-2 Fafnir – hatten eine Startleistung von 1000 PS (1100 PS kurzfristig möglich). Die Besatzung bestand aus sechs Personen. Die Bombenlast umfasste jetzt maximal eine 500-kg-Bombe, zwei 250-kg-Bomben und zwölf 50-kg-Bomben. Zwei weitere MG 15 waren eingebaut. Die normale Startmasse war auf 20.970 kg gestiegen[15].
- Fw 200 C-3/U1: Diese Variante hatte statt des vorderen MG-Standes über der Bugkanzel einen Turm mit 15-mm-MG 151, die Bug-Maschinenkanone war jetzt auch ein MG 151/20. Der Luftwiderstand des Turmes reduzierte jedoch die Höchstgeschwindigkeit um 25 bis 30 km/h[16].
- Fw 200 C-3/U2: Der Bugturm wurde wieder aufgegeben, ein Bombenzielgerät Lotfe 7D eingebaut und die 20-mm-Maschinenkanone im Vorderteil der Bodenwanne durch ein MG 131 ersetzt.
- Fw 200 C-3/U3: Das MG über der Bugkanzel und das am Rumpfrücken wurden durch flachere Türme mit MG 131 ersetzt.
- Fw 200 C-3/U4: Alle Waffenstationen erhielten jetzt MG 131, die Besatzung stieg auf sieben Mann, mehr Treibstoff erhöhte die maximale Startmasse auf 22.700 kg. Im Jahr 1941 wurden zusammen 58 Fw 200 gebaut.
- Fw 200 C-4: Statt der C-3 gebaut ab Februar 1942. An der Flugzeugnase war ein Suchradar des Typs FuG 200 Hohentwiel angebracht, mit dem Schiffe auf bis zu 150 km Entfernung geortet werden konnten. Der aus der Fw 200 C-3/U1 bekannte Turm wurde wieder installiert[16]. Im Jahr 1942 wurden 84 Fw 200 der Varianten C-3 und C-4 (inkl. C-4/U1 und C-4/U2) gebaut[17].
- Fw 200 C-4/U1 und Fw 200 C-4/U2: zwei im Jahr 1942 gebaute Einzelstücke, ausgerüstet als Transporter. Die Fw 200 C-4/U1 war Heinrich Himmlers persönliches Transportflugzeug.
- Fw 200 C-8: eine ab Ende 1943 gebaute Variante zum Tragen der funkgesteuerten Gleitbombe Henschel Hs 293. 1943 wurden 76 Fw 200 der Varianten C-4 und C-8 gebaut, im Januar und Februar 1944 noch acht Fw 200 C-8[18].

## Zwischenfälle
- Am 22. April 1940 kam es zum ersten Absturz einer Focke-Wulf 200. Dabei starben alle vier Insassen der „Kurmark“ (Stammkennzeichen CB+FB, ex Luftfahrzeugkennzeichen D-ABOD), als die Maschine bei Berlin zerschellte.
- Am 27. September 1944 wurde die Focke-Wulf 200 „Pommern“ (D-AMHL) der Lufthansa über Saint-Nicolas-lès-Cîteaux (Frankreich) auf dem Weg von Stuttgart nach Barcelona von einem britischen Nachtjäger abgeschossen und stürzte ab. Keiner der 9 Insassen der Maschine überlebte.[19]
- Am 29. November 1944 wurde die mit 4 Besatzungsmitgliedern und 6 Passagieren besetzte Focke-Wulf 200 „Friesenland“ (D-ARHW) der Lufthansa auf dem Weg von Berlin nach Stockholm über dem Meer vor Målkläppen versehentlich von einem deutschen Patrouillenboot abgeschossen. Alle 10 Insassen starben beim Absturz.[20]
- Am 21. April 1945 stürzte in Bayern die Focke-Wulf 200 „Hessen“ (D-ASHH) bei Egglkofen ab. Alle 25 Insassen starben; es war der schwerste Unfall einer Focke-Wulf 200. Die Leichen der Passagiere wurden erst 1952 geborgen.
- Am 4. September 1946 wurde die verbliebene Focke-Wulf Fw 200 Jutlandia der dänischen Det Danske Luftfartselskab (DDL) (OY-DEM) bei einer Seitenwindlandung auf dem britischen Flugplatz Northolt irreparabel beschädigt. Personen kamen nicht zu Schaden.[21]
- Am 8. März 1947 kollidierte eine landende Douglas DC-3 der Panair do Brasil (PP-PCK) auf dem Flughafen Rio de Janeiro–Santos Dumont mit der auf der Landebahn rollenden Fw 200 PP-CBI der ebenfalls brasilianischen Cruzeiro do Sul. Personen kamen nicht zu Schaden; die Fw 200 wurde zum Totalverlust.[22]

## Wiederaufbau

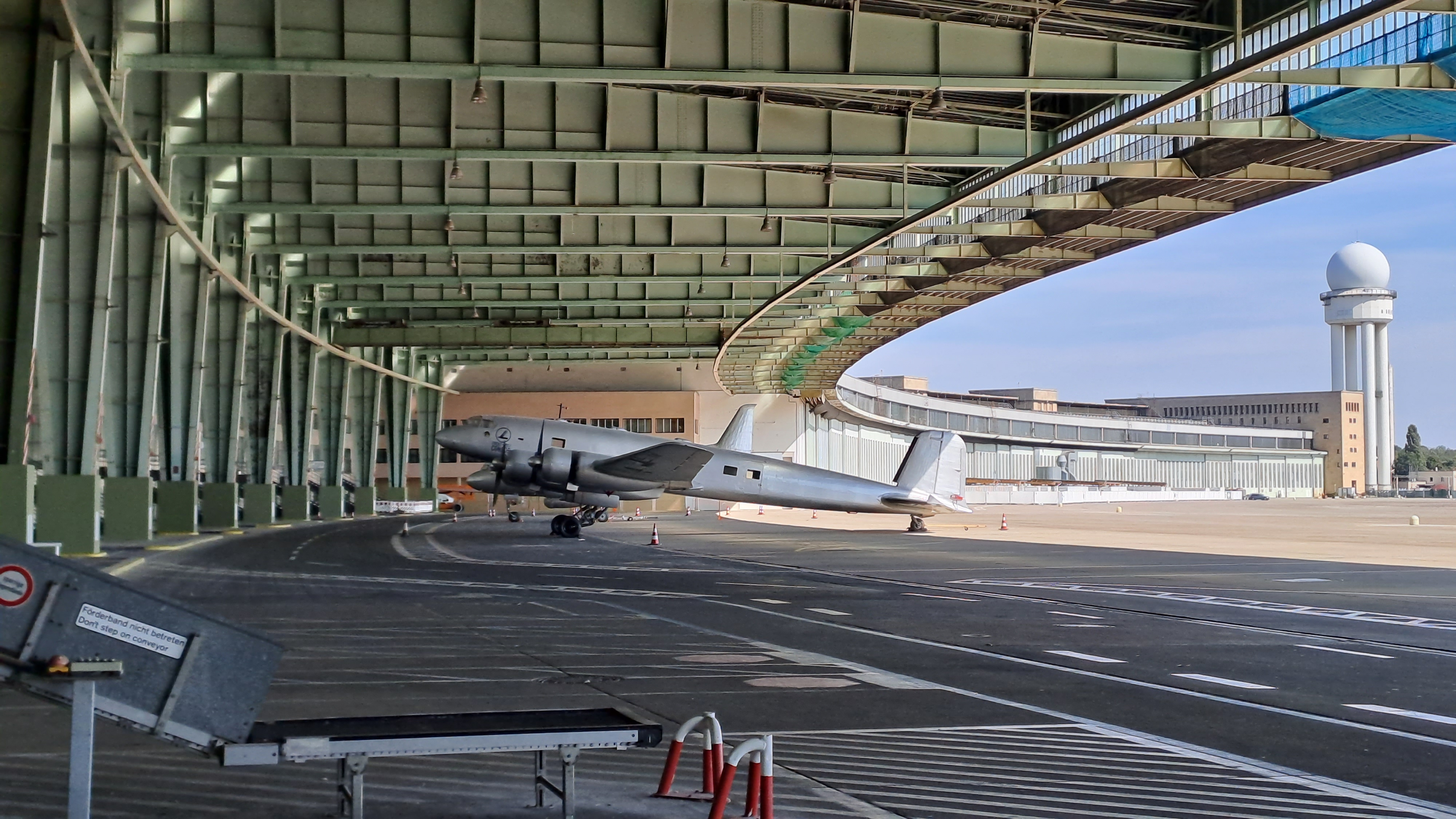
Focke-Wulf 200 am Flughafen Tempelhof

Von 2002 bis 2021 wurde im Airbus-Werk Bremen (80 % der Arbeiten und etwa 50 Mitarbeiter) sowie bei Lufthansa Technik in Hamburg und bei Rolls-Royce Deutschland im Werk Oberursel eine Fw 200, die am 26. Mai 1999 im Trondheimfjord im Auftrag des Deutschen Technikmuseums Berlin gehoben wurde, restauriert und wiederaufgebaut. Das Flugzeug war am 22. Februar 1942 von Flugkapitän Werner Thieme wegen des Defektes einer Landeklappe, der eine reguläre Landung unmöglich machte, im Fjord notgelandet worden. Alle sechs Besatzungsmitglieder konnten sich retten.
Das 1981 von norwegischen Geologen in fast 60 Metern Tiefe entdeckte und unter Wasser stabil aussehende Wrack zerbrach 1999 bei der Bergung am Hebekran. Ende 2009 wurden zudem Teile einer in der Nähe von Voss (Hordaland) in Norwegen abgestürzten Maschine geborgen, die für den Wiederaufbau verwendet werden konnten.
Bei Lufthansa-Technik wurden das Heck und das Fahrwerk gebaut. 2011 wurde das Innenstück der linken Tragfläche fertiggestellt; später folgten Außenflügel und Klappen. Dann folgte die rechte Tragfläche. Eingebaut sind zwei originale Bramo-Motoren, die vermutlich von einer Dornier Do 24 stammen.
Wegen fehlender originaler Konstruktionspläne und detailreicher Fotografien gestaltete sich der Wiederaufbau aufwendig, da vieles nachkonstruiert werden musste. Bis 2021 wurde das Flugzeug von etwa 60 ehrenamtlichen Helfern fertiggestellt, meist Flugzeugbauern im Ruhestand. Das Flugzeug ist seit der Rekonstruktion das einzige existierende Exemplar dieses Typs und wurde zerlegt vom 16. bis zum 24. Juni des Jahres zu seinem Aufstellungsort im ehemaligen Flugplatz Berlin-Tempelhof überführt und wurde dort zusammengebaut. Das Flugzeug ist derzeit nur im Rahmen einer Führung zu besichtigen.

## Technische Daten
| Kenngröße             | Daten der Fw 200 C-3                                                                         |
| --------------------- | -------------------------------------------------------------------------------------------- |
| Besatzung             | 6                                                                                            |
| Länge                 | 23,85 m                                                                                      |
| Spannweite            | 32,84 m                                                                                      |
| Höhe                  | 6,30 m                                                                                       |
| Flügelfläche          | 118 m²                                                                                       |
| Flügelstreckung       | 9,1                                                                                          |
| Leermasse             | 17.005 kg                                                                                    |
| Startmasse            | 24.520 kg                                                                                    |
| Reisegeschwindigkeit  | 280 bis 297 km/h                                                                             |
| Höchstgeschwindigkeit | 406 km/h in 5.000 m Höhe                                                                     |
| Flughöhe              | 6.450 m bei 22 t Masse, 8.400 m bei 17,6 t Masse                                             |
| Dienstgipfelhöhe      | 7.350 m                                                                                      |
| max. Reichweite       | 4.490 km in 4.000 m, C-3/U2 bis zu 6.400 km                                                  |
| Triebwerke            | vier Sternmotoren Bramo 323R-2 mit je 1.000 PS (735 kW) bzw. 1.100 PS (809 kW) Startleistung |

- Bewaffnung: ein MG FF (20 mm), fünf MG 15 (7,92 mm), obere Kampfstände teils vorbereitet für Einbau MG 131 anstatt MG 15
  - Bombenzuladung: 1230 kg bei vollen Tanks, maximal 5400 kg möglich. Rumpfwanne beschränkt auf 1000 kg, je 1400 kg unter den beiden äußeren Motorgondeln, je 1800 kg an den Außenflügeln möglich.

## Belege
1. ↑  Marton Szigeti: Focke-Wulf Fw 200 – Erstflug am 6. September 1937. In: Klassiker der Luftfahrt Nr. 6/2017, S. 20ff.
2. ↑  „Condor“-Rekord-Flüge Berlin – New York – Berlin, Deutsche Lufthansa AG, Köln, Firmenarchiv
3. ↑  „Condor“-Rekord-Flug Berlin – Tokio, Deutsche Lufthansa AG, Köln, Firmenarchiv
4. ↑  Deutsche Wochenzeitschrift 1939
5. ↑  Lufthansa, DLH 3050-14-3
6. ↑  Johann Althaus: Focke-Wulf Fw-200: Elegant, aber als Bomber ungeeignet. In: Die Welt. 28. Juni 2021 (welt.de [abgerufen am 27. Oktober 2021]).
7. ↑  Andrei Alexandrov, Gennadi Petrov: Die deutschen Flugzeuge in russischen und sowjetischen Diensten 1914–1951. Band 2. Tussa, Illertissen, ISBN 3-927132-45-4, S. 188.
8. ↑  Wladimir Kotelnikow: Fw 200 in Russland. Deutscher Beutevogel in der Arktis. In: Klassiker der Luftfahrt. Nr. 3, 2016, S. 48–53.
9. ↑  Aero S. 2844
10. ↑  Green S. 223/4
11. ↑  Smith S. 3
12. ↑  Green S. 224/5
13. ↑  Green S. 225
14. ↑  Green S. 225/6
15. ↑  Green S. 227
16. 1 2  Green S. 227/8
17. ↑  Green S. 229
18. ↑  Green S. 230
19. ↑  Flugunfalldaten und -bericht Focke-Wulf Fw 200 D-AMHL  im Aviation Safety Network (englisch), abgerufen am 18. März 2022.
20. ↑  Flugunfalldaten und -bericht Focke-Wulf Fw 200 D-ARHW  im Aviation Safety Network (englisch), abgerufen am 18. März 2022.
21. ↑  Unfallbericht Fw 200 OY-DEM, Aviation Safety Network (englisch), abgerufen am 1. Dezember 2017.
22. ↑  Unfallbericht Fw 200 PP-CBI, Aviation Safety Network (englisch), abgerufen am 2. November 2015.
23. ↑  Die Restaurierung der legendären Fw 200 Condor. Abgerufen am 24. Oktober 2021.
24. 1 2  Jürgen Molkenthin: Focke Wulf Fw 200: Die Restaurierung der weltweit letzten „Condor“. Vortrag bei der DGLR Bezirksgruppe Hamburg. Hrsg.: Condor Team Bremen. 13. März 2008 (haw-hamburg.de [PDF; 3,4 MB]).
25. ↑  Artikel auf trefall.net Deutscher Bericht hierzu und hier (Memento vom 16. Mai 2005 im Internet Archive)
26. ↑  Mitteilung des Pressedienst Bremen vom 19. Januar 2012 (Memento vom 4. Januar 2018 im Internet Archive)
27. ↑  Jan Frieben: Restaurierte Fw 200 Condor. Auf die Reise geschickt. In: Flugzeug Classic Nr. 10/2021, GeraMond, München, ISSN 1617-0725, S. 60–64.
28. ↑  Ein Stück Luftfahrtgeschichte für den Flughafen Tempelhof. 23. Juni 2021, abgerufen am 27. Oktober 2021.
29. ↑  Zeugnisse der Luftfahrtgeschichte. Condor, Iljuschin und C-54 am Flughafen Tempelhof. Abgerufen am 9. März 2024 (deutsch).

Zivile Baureihen:
A 7 |
A 16 |
A 17 |
A 19 |
A 20 |
A 26 |
A 28 |
A 29 |
A 32 |
A 33 |
A 36 |
A 38 |
A 40 |
A 43 |
A 47 |
F 19 |
Fw 44 |
Fw 47 |
Fw P149 |
Fw 200 |
Fw 206 |
Fw 300 |
GL 18 |
GL 22 |
S 1 |
S 2 |
S 24 |
S 39
Militärische Baureihen:
Fw 42 |
Fw 55 |
Fw 56 |
Fw 57 |
Fw 58 |
Fw 62 |
Ta 152 |
Ta 154 |
Fw 159 |
Ta 183 |
Fw 187 |
Fw 189 |
Fw 190 |
Fw 191 |
Fw 200 |
Fw 300 |
Ta 400 |
W 4 |
W 7
Hubschrauber:
Fw 61
Tragschrauber:
C.20 |
Fw 30 |
Fw 186
Projekte ohne RLM-Nr.:
P VII |
P 195 |
Nr. 238 |
Nr. 261 |
Nr. 281 |
Rochen |
Triebflügel